# Fred Goebel
Fred Goebel (auch Fred Selva-Goebel; * 3. April 1891 in Berlin als Walter Alfred Göbel; † 16. Mai 1964 in Stuttgart) war ein deutscher Schauspieler.

## Leben
Goebel erhielt noch vor 1910 eine anderthalbjährige Unterweisung im Bauhandwerk, der praktischen Vorstufe zum Ingenieursberuf. Mit knapp 20 Jahren begann er eine zwei Jahre währende Schauspielausbildung am Stern’schen Konservatorium in Berlin. Ab 1913 erhielt Goebel seine künstlerische Prägung unter Leopold Jessner am Thalia Theater in Hamburg, von 1915 bis 1917 trat er in Wien auf. In den Jahren 1917/18 diente Fred Goebel an der Front.
Seine ersten filmischen Gehversuche unternahm der Berliner als Fred Selva-Goebel noch vor Ausbruch des Ersten Weltkriegs, mit Hauptrollen an der Seite von Senta Eichstaedt in der Miss-Nobody-Detektivfilmreihe. So war er 1913 der Vivian Dartin in Das Geheimnis von Chateau Richmond und im selben Jahr der urbritische Gentleman Phileas Fogg in Die Jagd nach der Hundertpfundnote oder Die Reise um die Welt.
Unmittelbar nach Kriegsende im November 1918 setzte Goebel seine Arbeit beim Film und der Bühne (u. a. Berlins Trianontheater) fort. Anfänglich weiterhin als Fred Selva-Goebel bzw. Walter Goebel firmierend, spielte Goebel Haupt- und Nebenrollen in zahlreichen Stummfilmproduktionen minderer Bedeutung. Vielfach verkörperte er untadelige Adelige wie den Grafen Fedor in Kinder der Landstraße, den Chevalier de Grieux in Manon Lescaut, den Kurt von Heindorf in Die gelbe Fratze, den Grafen Alexandrow in Eine Demimonde-Heirat, den Grafen Dornburg in Spiritismus, den Grafen Axel Gyllenberg in Manegerausch und den Lord Henry Retcliffe in Die Wölfin.
Auch beim Tonfilm wurde Goebel häufig besetzt, meist musste er sich mit sekundenkurzen Chargenrollen begnügen. Fred Goebel hat auch bei einer beträchtlichen Anzahl von ausländischen Filmen als Synchronsprecher gearbeitet. Am Berliner Komödienhaus fand er in der Spielzeit 1941/42 sein letztes Bühnenfestengagement.
Nach dem Krieg lebte der nicht mehr filmaktive Goebel in Stuttgart, wo er nur noch als Hörspielsprecher Beschäftigung fand, ehe er dort im Alter von 73 Jahren verstarb.

## Filmografie (Auswahl)
- 1913: Das Geheimnis von Chateau Richmond
- 1913: Die Jagd nach der Hundertpfundnote oder Die Reise um die Welt
- 1919: Kinder der Landstraße
- 1919: Der Tod aus dem Osten
- 1919: Manon. Das hohe Lied der Liebe
- 1919: Die gelbe Fratze
- 1919: Die Insel der Glücklichen
- 1919: Leichtsinn und Lebewelt
- 1920: Eine Demimonde-Heirat
- 1920: Spiritismus
- 1920: Die Wölfin
- 1920: Der Pokal der Fürstin
- 1920: Manegerausch
- 1920: Der Funkenruf der Riobamba
- 1920: Mitternachtsbesuch
- 1920: Monte Carlo
- 1920: Jenseits von Gut und Böse
- 1921: Das Medium
- 1921: Das Mädchen, das wartete
- 1921: Sturmflut des Lebens
- 1922: Erniedrigte und Beleidigte
- 1923: Zwischen Abend und Morgen
- 1924: Gentleman auf Zeit
- 1924: Die Perücke
- 1926: Gräfin Plättmamsell
- 1926: Spitzen
- 1929: Manolescu
- 1930: 1914, die letzten Tage vor dem Weltbrand
- 1931: Der Hauptmann von Köpenick
- 1932: Unheimliche Geschichten
- 1932: Die elf Schill’schen Offiziere
- 1932: Marschall Vorwärts
- 1933: Liebelei
- 1933: Kind, ich freu’ mich auf Dein Kommen
- 1933: Keine Angst vor Liebe
- 1933: Gretel zieht das große Los
- 1933: Tempo, Carlo, Tempo (Kurzfilm)
- 1933: Zu Straßburg auf der Schanz’
- 1934: Das verlorene Tal
- 1934: Da stimmt was nicht
- 1934: Lockvogel
- 1934: Fürst Woronzeff
- 1934: Ihr größter Erfolg
- 1934: Petersburger Nächte. Walzer an der Newa
- 1935: Hundert Tage
- 1935: Das Mädchen Johanna
- 1935: Der Student von Prag
- 1935: Schwarze Rosen
- 1936: Skandal um die Fledermaus
- 1936: Boccaccio
- 1936: Glückskinder
- 1936: Es geht um mein Leben
- 1936: Weiße Sklaven
- 1937: Ball im Metropol
- 1937: Und du mein Schatz fährst mit
- 1937: Der Mann, der Sherlock Holmes war
- 1937: Die gläserne Kugel
- 1937: Das Schweigen im Walde
- 1938: Das indische Grabmal
- 1938: Es leuchten die Sterne
- 1938: Die fromme Lüge
- 1938: Der unmögliche Herr Pitt
- 1938: Geheimzeichen LB 17
- 1938: Fortsetzung folgt
- 1938: Gastspiel im Paradies
- 1938: Sergeant Berry
- 1938: Zwei Frauen
- 1938: In geheimer Mission
- 1939: Robert und Bertram
- 1939: Der Gouverneur
- 1939: Kennwort Machin
- 1939: Die goldene Maske
- 1939: Zwölf Minuten nach Zwölf
- 1939: Parkstraße 13
- 1939: Zentrale Rio
- 1940: Fahrt ins Leben
- 1940: Lauter Liebe
- 1940: Die Rothschilds
- 1940:  Falschmünzer
- 1940: Feinde
- 1940: Wunschkonzert
- 1940: Carl Peters
- 1941: Friedemann Bach
- 1941: Anschlag auf Baku
- 1941: Frau Luna
- 1941: Sonntagskinder
- 1941: Immer nur Du
- 1941: Der Strom
- 1941/49: Alles aus Liebe
- 1942: Ein Walzer mit Dir
- 1942: Der 5. Juni
- 1943: Ich vertraue Dir meine Frau an
- 1943: Damals
- 1943/44: Eine kleine Sommermelodie (UA: 1982)
- 1945: Die Schenke zur ewigen Liebe (unvollendet)

## Hörspiele
- 1948: Wolfdietrich Schnurre: Man sollte dagegen sein! (Mayor) – Regie: Oskar Nitschke (Hörspiel – SDR)
- 1950: Wolfgang Lohmeyer: Arzt wider das Gesetz (Dr. von Bodenwarth) – Regie: Paul Land (Hörspiel – SDR)
- 1950: Albert Camus: Belagerungszustand – Regie: Erich-Fritz Brücklmeier (Hörspiel – SDR)
- 1950: André Gide/Jean-Louis Barrault: Der Prozeß – Regie: Cläre Schimmel (Hörspiel – SDR)